# Hämnd ur det förflutna
Hämnd ur det förflutna (engelska: The Changeling) är en kanadensisk övernaturlig skräckfilm från 1980 i regi av Peter Medak. I huvudrollerna ses George C. Scott, Trish Van Devere och Melvyn Douglas.

## Handling
John Russell, en kompositör från New York, flyttar till Seattle efter att hans hustru och dotter omkommit i en trafikolycka. Han hyr en kuslig viktoriansk herrgård, som har stått tom i tolv år.
Inte långt efter att John flyttat in börjar han uppleva olika oförklarliga fenomen. En natt upptäcker han alla vattenkranar är påslagna. 
Under en upptäcktsfärd finner han en låst dörr i en garderob som leder till ett dolt sovrum på vinden. Tillsammans med Claire, den lokala agenten han hyrde huset av, gör han efterforskningar i husets historia och börjar ana vad hemsökelserna kan bero på.

## Rollista i urval
- George C. Scott – John Russell
- Trish Van Devere – Claire Norman
- Melvyn Douglas – senator Joseph Carmichael
- John Colicos – DeWitt
- Jean Marsh – Joanna Russell
- Barry Morse – doktor Pemberton
- Madeleine Sherwood – Mrs. Norman
- Helen Burns – Leah Harmon
- Frances Hyland – Mrs. Grey
- Eric Christmas – Albert Harmon
- Roberta Maxwell – Eva Lingstrom
- Bernard Behrens – Robert Lingstrom
- James B. Douglas – Eugene Carmichael
- J. Kenneth Campbell – Colin
- Janne Mortil – Linda Grey
- Terence Kelly – Sgt. Durban
- Michelle Martin – Kathy Russell
- Antonia Rey – Estancia
- Louis Zorich – Stewart Adler
- Gary Zahnow – bankkassör